# 金浩永
金浩永（韓語：김호영，1969年10月29日—），是一位已退役的韩国足球运动员，现在是光州FC教练。他叫金龍甲，但改名為金浩永。

## 职业生涯
金龍甲1991年在K联赛球队一和天马开始职业足球生涯。1996年转投全北现代恐龙，并在那里退役。
退役后金龍甲成为一名教练，曾担任韩国青年国家队的助理教练。2006年，金龍甲接受他在一和天马效力时球队的助理教练、当时担任FC首尔主教练李章洙的邀请，成为FC首尔的助理教练。但李章洙在一个赛季后就离开球队，金龍甲成为FC首尔预备队的助理教练。
2010年3月，李章洙成为中国足球甲级联赛球队广州恒大的主教练，由于李章洙得到自行组建教练团的自由，金龍甲再次收到李章洙的邀请，来到中国成为他的助理教练。 2012年5月，李章洙离开广州恒大时，金龍甲也一起离开。2013年8月14日，K联赛球队江原FC宣布金龙甲为新任主帅。